# Ospedale di San Michele di San Salvi
L'ospedale di San Michele di San Salvi è stato un'istituzione storica di Firenze, già situata nell'edificio a sprone in angolo tra via della Spada e via del Sole.

## Storia e descrizione
L'ospedale venne fondato all'inizio del XV secolo dalla famiglia Manetti con dedica a san Michele Arcangelo, con una duplice funzione: di notte l'accoglienza dei poveri senzatetto, di giorno l'assistenza a coloro che si fossero sentiti male per strada, o per malore, o per ferimento, come un pronto soccorso ante litteram. La dotazione iniziale fu di sei letti, che venivano anche usati per più persone contemporaneamente.
Nel 1523 una bolla papale di Leone X affidò la struttura alle monache vallombrosane di Santo Spirito, risiedenti in San Giorgio alla Costa. Ad esse appartenne lo stemma vollombrosano che oggi si vede all'inizio di via del Sole, ma che originariamente si trovava sull'ingresso principale dell'ospedale in via della Spada. Le monache ne utilizzavano esclusivamente le rendite, senza prendere parte ala vita attiva della struttura, che continuò quindi ad essere gestita regolarmente con le stesse funzioni. L'intitolazione doppia a San Salvi è legata alle rendite delle monache, che compresero anche la badia di San Salvi e quella di Montescalari.
In una relazione del Settecento è ricordato come il dormitorio fosse posto al primo piano e contenesse dodici letti.
Fu soppresso nel 1750, nel generale riordino delle strutture assistenziali fiorentine, e i suoi beni assegnati ai Capitani del Bigallo, con effetto da 25 gennaio 1751.